# 토르베른 올로프 베리만

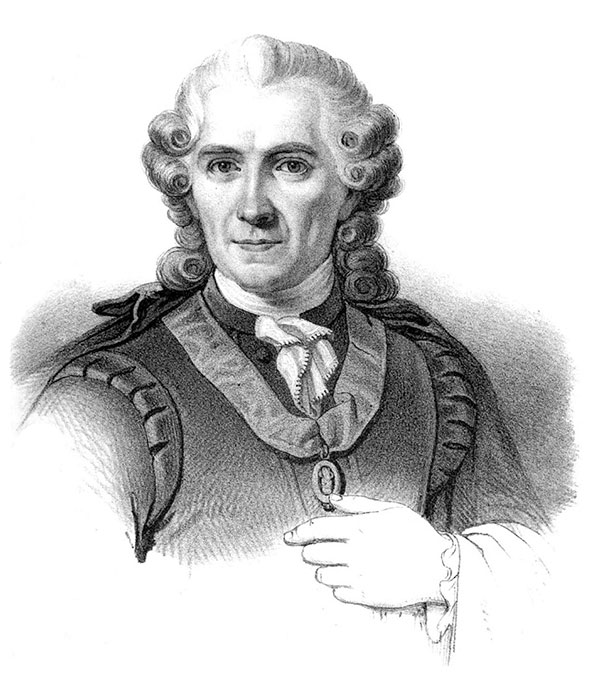
토르베른 올로프 베리만

토르베른 올로프 베리만(스웨덴어: Torbern Olof Bergman, 1735년 3월 20일 ~ 1784년 7월 8일)은 스웨덴의 화학자이자 박물학자이다.

## 생애
베리만은 1735년 3월 20일 스웨덴 베스테르고틀란드의 카트리네베리에서 태어났다. 그는 17살의 나이로 웁살라 대학교에 입학하였다. 그의 아버지는 그를 법학 또는 신학을 공부하도록 하였으나, 정작 그는 수학과 자연과학에 관심이 많았다. 자신과 아버지 모두를 만족시키기 위해서 그는 지나치게 많은 노력을 하였으며 이로 인해서 건강을 해치게 되었다. 요양을 하는 동안 베리만은 식물학과 곤충학을 연구하였으며 그 수준은 새로운 종류의 곤충을 발견하여 칼 폰 린네에게 표본을 보낼 정도였다.
1758년 웁살라 대학교로 돌아온 베리만은 그곳을 졸업하였고 1761년 웁살라 대학교의 수학과 물리학 조교수로 임명되었다. 1767년에는 정교수가 되었다. 그는 무지개와 오로라에 대한 논문을 썼고 전기석의 초전기성에 대해서 연구하기도 하였다. 1767년 웁살라 대학교의 화학과 광물학 학장 자리가 공석이 되자 베리만은 당시까지만 하여도 화학에 큰 관심이 없었음에도 불구하고 후보자로 지목되었다. 당시 왕위계승자이자 웁살라 대학교 총장이었던 구스타브 3세의 영향으로 인해서 베리만은 학장으로 임명되었고 그는 죽을 때 그 직위를 유지하였다. 베리만은 1784년 7월 8일 메데비에서 사망하였다.

## 업적
베리만의 논문 중 Disquisitio de Attractionibus Electivis(전기적 친화력에 대한 논문)은 그의 가장 중요한 화학 논문 중 하나로 꼽힌다. 그는 이 논문에서 화학적 친화력에 대해서 다루었다. 그는 화학적 분석법에 많은 영향을 끼쳤으며 광물학, 지질학에서 사용되는 화학 지식의 발전에 공헌하였고 결정학에도 영향을 끼쳤다. 그는 1761년의 금성 일면통과를 관측하여 그 결과를 1766년 출판하였다. 그의 저술은 1779년에서 1790년까지 6권의 책으로 정리되어 Opuscula Physica et Chemica라는 이름으로 출판되었다.

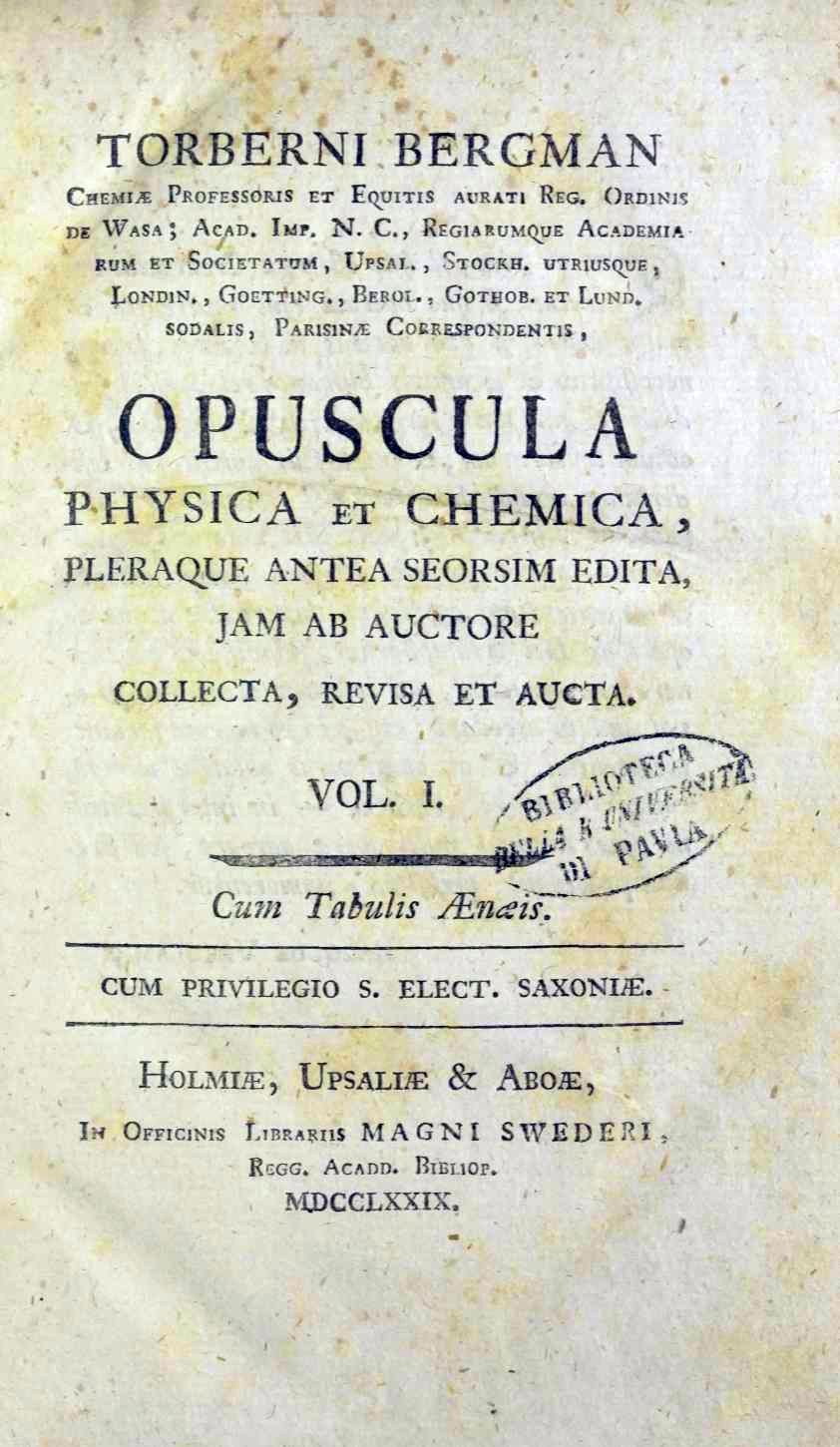
Opuscula physica et chemica, 1779

 본 문서에는 현재 퍼블릭 도메인에 속한 브리태니커 백과사전 제11판의 내용을 기초로 작성된 내용이 포함되어 있습니다.